# 乔洛·茹饶
乔洛·茹饶（匈牙利語：Csala Zsuzsa，1933年7月9日—2014年2月22日），匈牙利女演员。她在1954年开始职业生涯。
2014年2月22日，她因病死于家中，享年80岁。